# Andrée Levesque Sioui
Pour les articles homonymes, voir Levesque et Sioui.
Andrée Levesque Sioui, née à Québec, est une poétesse, enseignante, compositrice et interprète autochtone francophone. Elle fait partie de la communauté wendat de Wendake.

## Biographie
Andrée Levesque Sioui est née à Québec,. Elle est membre de la maison longue Akiawenrahk, à Wendake,. Au début de la trentaine, Andrée Levesque Sioui se forme en chant classique, populaire et védique, suit des cours de yoga du son, une formation Estill Voice Training, ainsi que des ateliers de théâtre,. La langue, l'oralité et le monde naturel sont au cœur de ses préoccupations et réflexions artistiques,.

### Performance et chant
Andrée Levesque Sioui performe depuis 2008 dans de nombreux événements, spectacles et festivals comme le TIFF, les Jeux para-panaméricains de 2015, WendaKébec, Bruits du monde, Kiugwe, Kwahiatonhk!, Murmures et torrents de la grande tortue, Les 4 directions, Kwe, à la rencontre des Peuples autochtones, OPRQ Bâtir des ponts en musique, à l’émission TAM et au Salon du livre des Premières nations,. Elle performe dans des soirées de poésie, ainsi que des pow pow au Québec et en Europe. Elle fait également partie de la troupe de danse wendat Sandokwa et du groupe les Mocassins,. En 2017, elle offre un chant hommage au Prix du Gouverneur général. En août 2019, elle organise « une rencontre sous le signe des astres et plus spécialement des sept étoiles, Hotihwatsira’ », au Diamant, dans le cadre du gala d’ouverture. Accompagnée de Louis-Karl Picard-Sioui, Rachel Aucoin, André Beaudoin et Marc Vallée, cette célébration du nouvel an wendat, inclut chant, musique, conte et poésie.

### Musique
Andrée Levesque Sioui compte trois albums à actif; Yahndawa’ (2011), pour lequel elle remporte le prix de la meilleure réalisation d’album au Native American Music Awards et le prix du meilleur album de musique du monde au Eworld Music Awards,, ainsi que Fais dodo mon trésor, (2012) et Ozalik (2013).

### Écriture
Encouragée par Louis-Karl Picard-Sioui et la maison d’édition Hannenorak, Andrée Levesque Sioui publie en 2021 son premier recueil de poésie, Chant(s), qui regroupe des fragments rédigés sur plusieurs années,. Chant (s) est finaliste au prix Voix autochtones, catégorie œuvre publiée en français. En 2022, il est finaliste à Une ville, un livre. Son recueil s’ancre dans une volonté de reconnaissance envers ses proches qui l’ont soutenue, incarnant une façon de redonner au suivant, « de mettre en lumière l’histoire, la réflexion, la parole », tout en relevant certaines situations problématiques que peuvent vivre les personnes issues des Premières Nations. Elle a également publié des textes dans le collectif Confluence. À la rencontre de la littérature d’ici, ainsi que dans Comme une rivière en dérouine.
Depuis 2010, Andrée Levesque Sioui enseigne la langue wendat dans sa communauté au sein du projet Yawenda, et y intègre le chant,, qui « aide à la prononciation et à la mémorisation », en plus de « sauvegarder et transmettre la culture wendate ». Avant d’enseigner, elle est elle-même formée par la linguiste Megan Lukaniec, ainsi que par Marcel Godbout, agent culturel de sa communauté,.

## Œuvres

### Poésie
- Chant(s), Wendake, Éditions Hannenorak, 2021 (ISBN 9782923926599)

### Musicographie
- Yahndawa’, 2011
- Fais dodo mon trésor, 2012
- Ozalik, 2013

## Prix et honneurs
- 2012 : Prix du meilleur album de musique du monde au Eworld Music Awards pour l’album Yahndawa’[11]
- 2013 : Prix de la meilleure réalisation d’album au Native American Music Awards pour l’album Yahndawa’ [11]
- 2022 : Prix Voix Autochtones (en) , catégorie œuvre publiée en français, pour Chant(s)[12]
- 2022 : Finaliste à Une ville, un livre pour Chant(s)[13]